# Amtsgericht Westerstede
Das Amtsgericht Westerstede ist ein Gericht der ordentlichen Gerichtsbarkeit und eines von elf Amtsgerichten im Bezirk des Landgerichts Oldenburg.

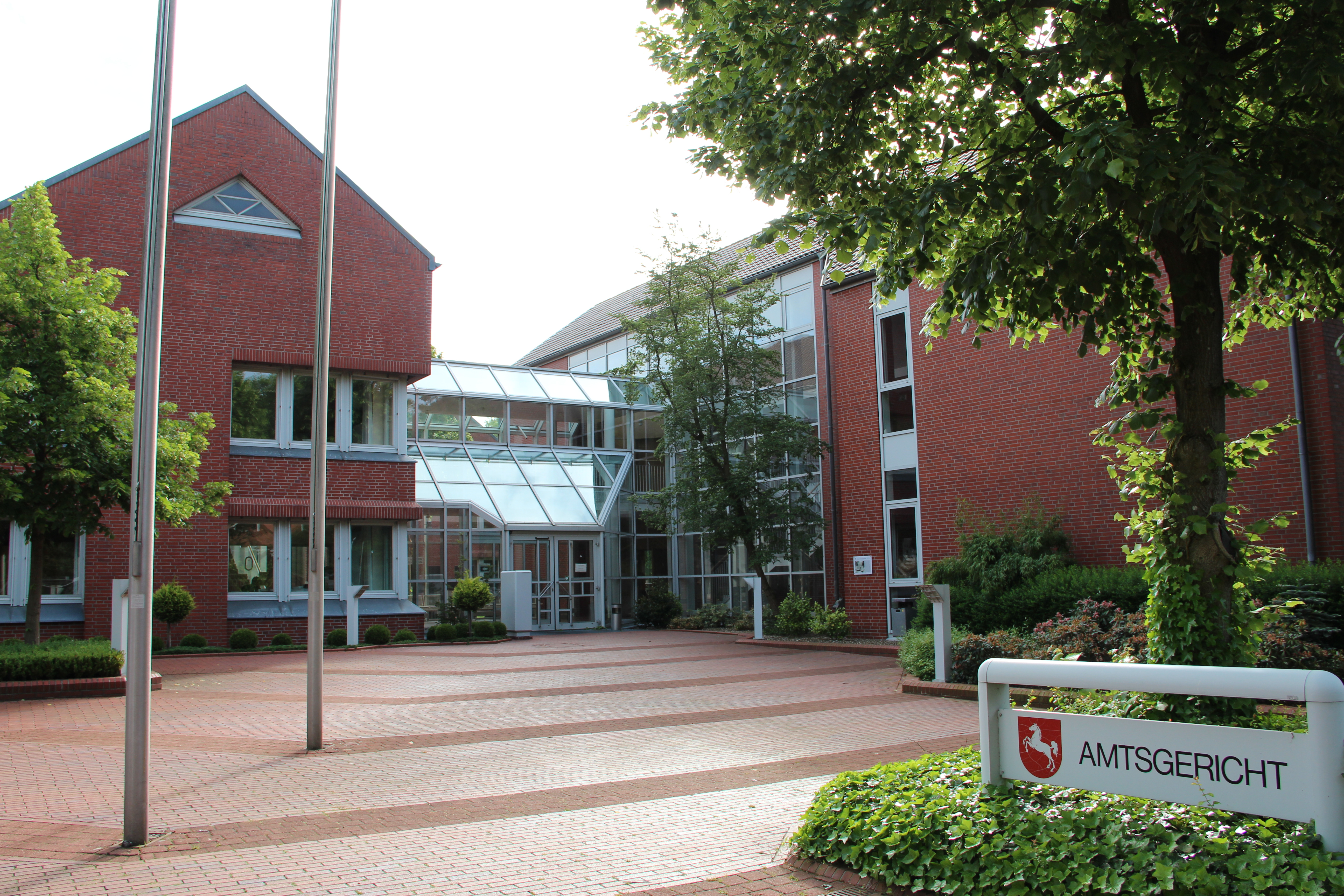
Amtsgericht Westerstede (2012)

Sitz des Gerichts ist Westerstede in Niedersachsen, der Gerichtsbezirk umfasst den kompletten Landkreis Ammerland. Dem Amtsgericht Westerstede ist das Landgericht Oldenburg übergeordnet, zuständiges Oberlandesgericht ist das Oberlandesgericht Oldenburg.
An einer Giebelwand des Gerichtsgebäudes wurde 2010 das im Jahr 1965 von dem Künstler Georg Schmidt-Westerstede (1921–1982) geschaffene, großflächige Glasmosaik „Pferde“ angebracht, das sich zuvor an der Außenwand eines Mehrfamilienwohnhauses in Westerstede befunden hatte und 2008 bei Sanierungsarbeiten vollständig zerstört wurde. Nach Protesten aus der Bevölkerung hatte die verantwortliche Wohnungsbaugesellschaft den aus Syrien stammenden und damals in Westerstede lebenden Maler und Mosaikkünstler Rodi Khalil mit der originalgetreuen Wiederherstellung des zerstörten Kunstwerks beauftragt. Khalil hatte dann von 2009 bis 2010 eine aufwändige Rekonstruktion und Restaurierung des zwei mal sechs Meter großen Mosaiks vorgenommen, das letztlich beim Amtsgericht einen neuen Standort erhielt.